# برایان بهرنت
برایان بهرنت (انگلیسی: Brian Behrendt؛ زادهٔ ۲۴ اکتبر ۱۹۹۱) بازیکن فوتبال اهل آلمان است.
از باشگاه‌هایی که در آن بازی کرده‌است می‌توان به باشگاه فوتبال آرمینیا بیله‌فلد و باشگاه فوتبال راپید وین اشاره کرد.